# Clavularia multispiculosa
Clavularia multispiculosa is een zachte koraalsoort uit de familie Clavulariidae. De koraalsoort komt uit het geslacht Clavularia. Clavularia multispiculosa werd in 1955 voor het eerst wetenschappelijk beschreven door Utinomi. 